# Picking Peaches
 Picking Peaches  è un cortometraggio statunitense del 1924, diretto da Erle C. Kenton.

## Trama
Una domenica, un commesso di un negozio di abbigliamento telefona alla moglie dicendole che dovrà fermarsi tutto il giorno al lavoro, ma in realtà si reca, con una cliente abituale, in spiaggia, per una giornata di divertimento.
Alla stessa spiaggia va poi la moglie del commesso, con un’amica: qui scorgono il mentitore, in compagnia femminile.
Mentre il marito della cliente abituale scopre la propria moglie in spiaggia col commesso, viene organizzato un concorso di bellezza in costume da bagno, e la moglie del commesso vi partecipa, mascherata, e lo vince: in palio c’è un'intera mise femminile, da ritirarsi il giorno dopo proprio nel negozio di abbigliamento dove il marito lavora.
L’indomani il commesso scopre con stupore che la vincitrice non era altri che sua moglie. Poi intravede il direttore che si allontana in auto con una donna che crede di poter identificare come sua moglie, segue la coppia e finisce per intrufolarsi in casa del capo, dove appura che la donna è in realtà la moglie del direttore. Dopo una serie di inconvenienti, il commesso finisce addirittura nel letto matrimoniale della coppia.
Per questo motivo il commesso finisce in ospedale: quando viene dimesso e sua moglie va a prendeerlo per riaccompagnarlo a casa, egli getta lo sguardo su un’infermiera, che appare, ai suoi occhi vogliosi, indossare, invece del camice, un costume da bagno.